# Klavs Bruun Jørgensen
Klavs Bruun Jørgensen, né le 3 avril 1974 à Copenhague, est un handballeur danois. Reconverti entraineur, il a notamment été à la tête de l'équipe nationale féminine du Danemark de juin 2015 à janvier 2020.

## Biographie

### Carrière d'entraîneur
À l'issue d'un décevant Euro 2014 terminé à la 8e place et alors que le Danemark organise un an plus tard le championnat du monde féminin, le sélectionneur du Danemark, Jan Pytlick a décidé le 29 décembre 2014 de mettre un terme à son contrat avec la fédération danoise de handball après 16 années passées et de nombreux titres remportés. Le 17 janvier 2015, Klavs Bruun Jørgensen est nommé sélectionneur.

### Vie privée
Il est marié avec Rikke Hørlykke, championne olympique de handball en 2004.

## Résultats

### Club
Compétitions internationales 
- finaliste de la Coupe de l'EHF (C3) en 2008

Compétitions nationales 
- Vainqueur du Championnat du Danemark (4) : 1997, 2004, 2007, 2008
- Vainqueur de la Coupe du Danemark (1) : 2005

### Sélection nationale
Championnats d'Europe
- Médaille de bronze Championnat d'Europe 2002,  Suède
- Médaille de bronze Championnat d'Europe 2004,  Slovénie

Jeux olympiques
- 7e place aux Jeux olympiques de 2008 à Pékin[4]

### Distinctions individuelles
- élu meilleur arrière droit au Danemark en 2002-2003 et 2004-2005[5]